# لفائف العنكبوت
لفائف العنكبوت (بالإنجليزية: Spider roll)‏ هي نوع من السوشي، يُصنع من سرطان البحر المغطى بطبقة من الخبز أو العجين، بالإضافة إلى مكونات أخرى مثل الخيار، الأفوكادو، الفجل أو الخس، والمايونيز الحار، تُلف داخل أعشاب النوري وأرز السوشي.

## التسمية
اسم الطبق مشتق من أرجل سرطان البحر التي تبرز من نهاية اللفة، مما يجعلها تبدو إلى حد ما مثل العنكبوت، يُستخدم اسم هذا الطبق عادة في أمريكا الشمالية، و من النادر العثور عليه في مناطق أخرى من العالم.